# Kovářov (Brloh)
Kovářov je malá vesnice, část obce Brloh v okrese Český Krumlov. Nachází se asi 1,5 km na jihozápad od Brlohu. Je zde evidováno 23 adres.
Kovářov leží v katastrálním území Janské Údolí-Kovářov o rozloze 1,4 km².

## Historie
První písemná zmínka o vesnici pochází z roku 1694.

## Památky a zajímavosti
U cesty před domem čp. 15 se nachází litinový kříž a rodinný pomník.

## Další fotografie

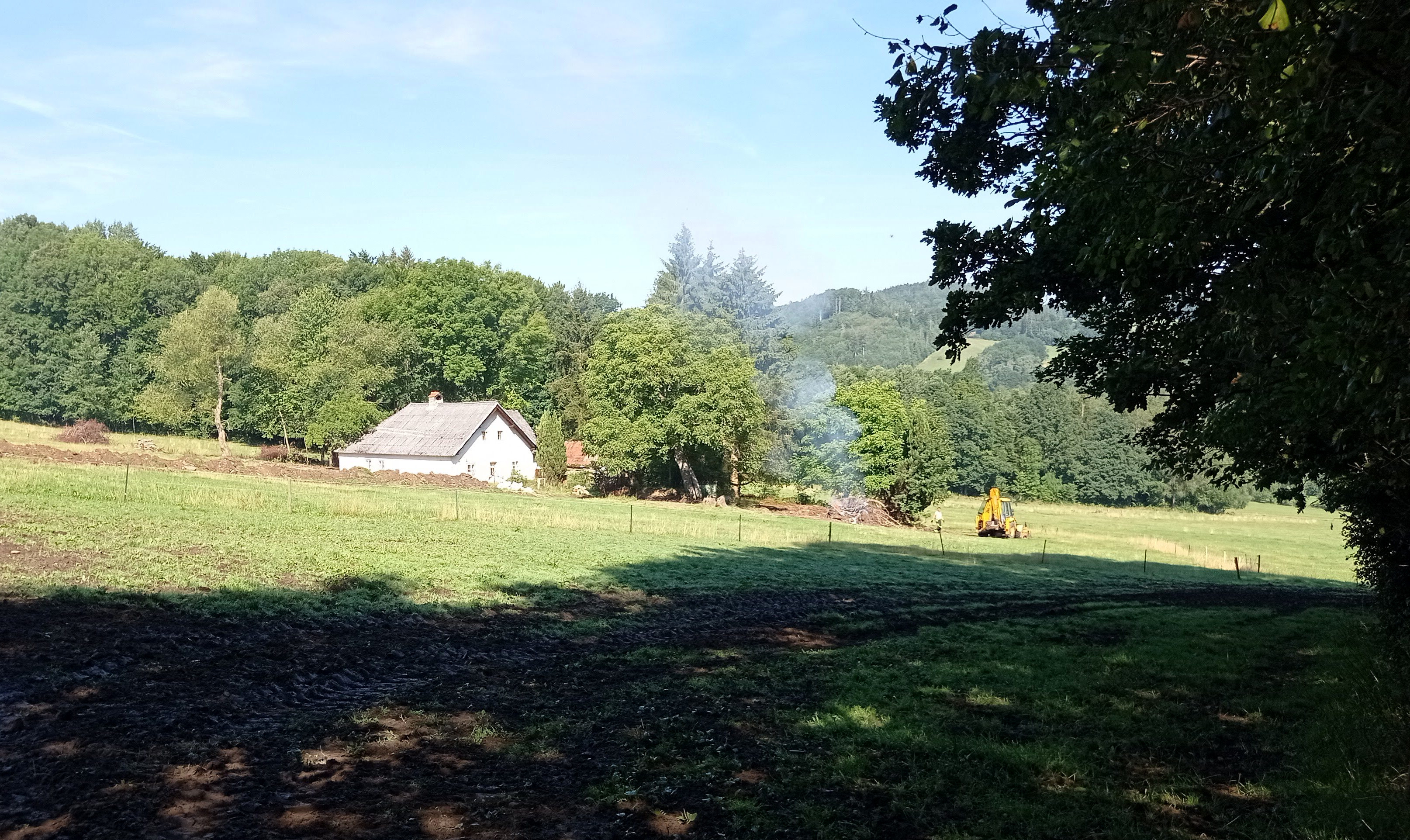
Dům čp. 16
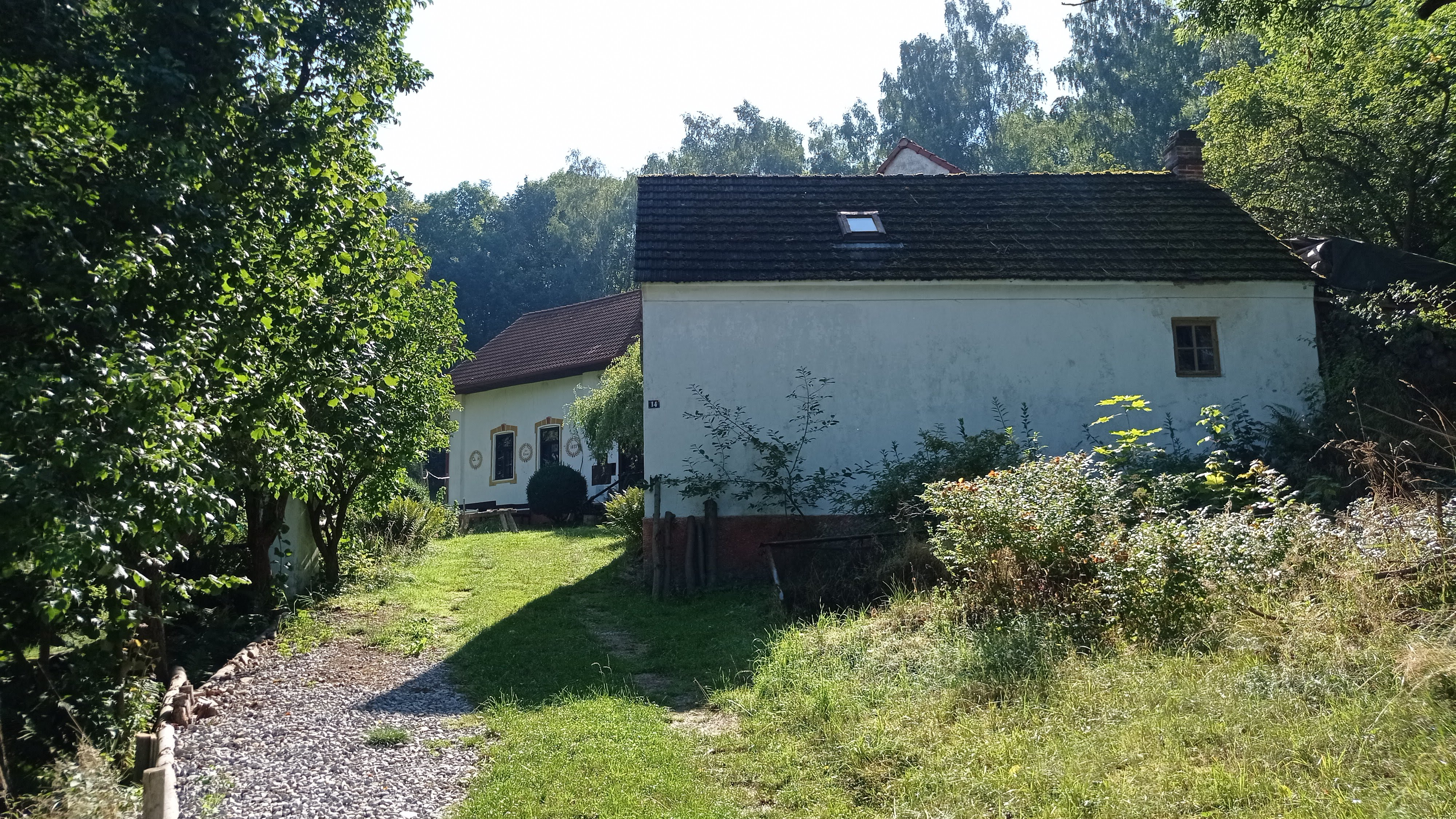
Dům čp. 14
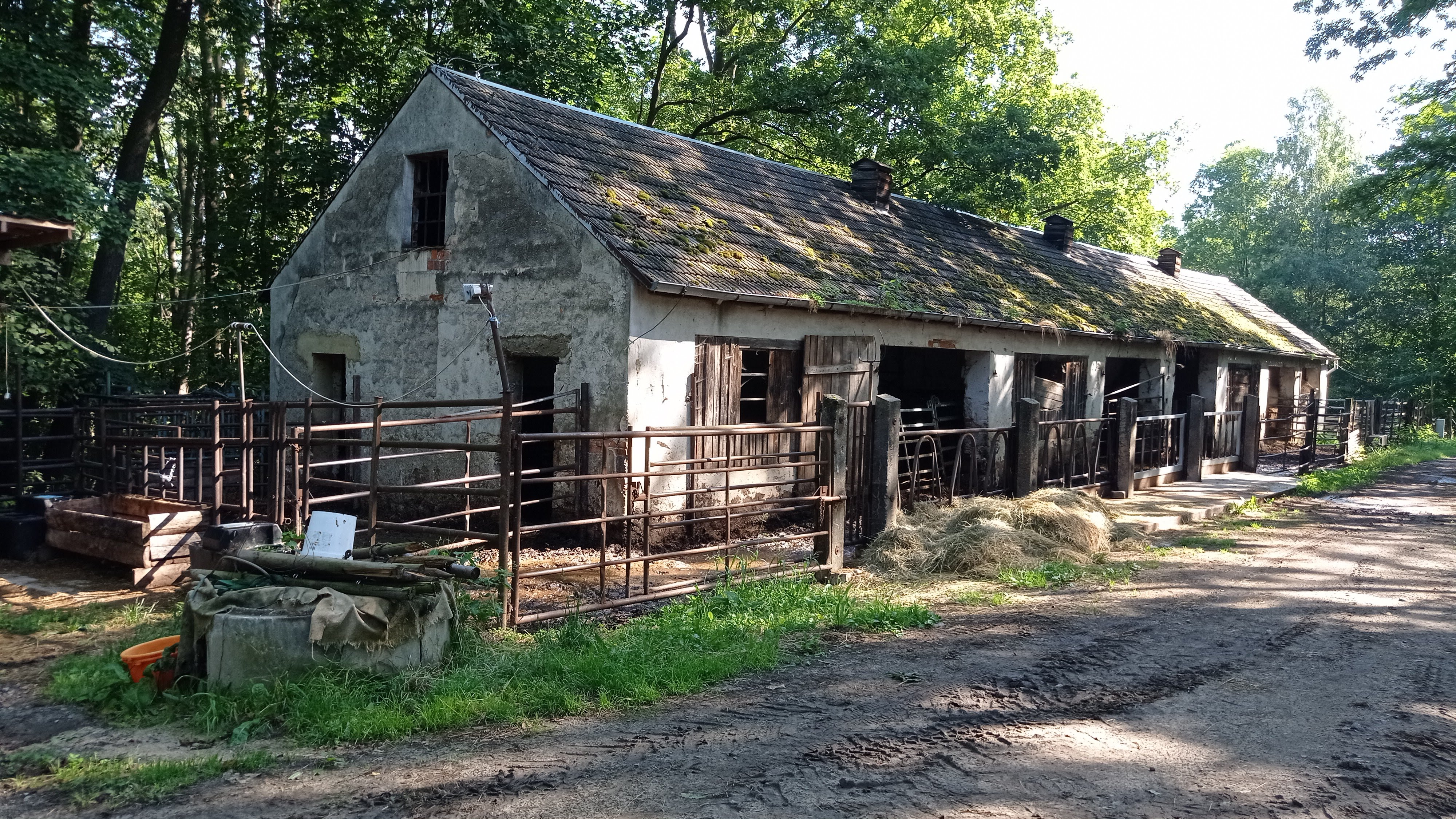
Zemědělská budova v západní části vsi
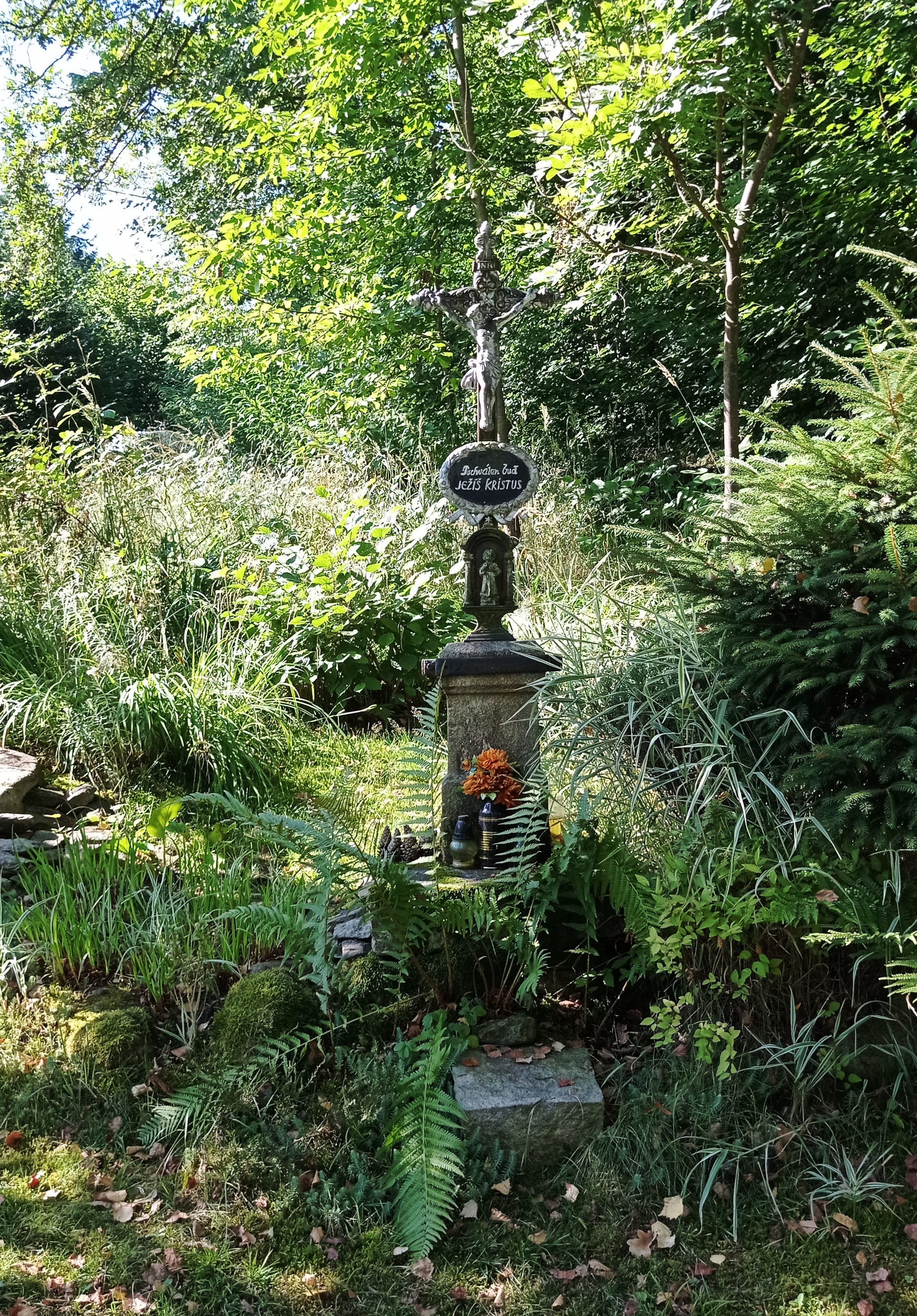
Kříž u čp. 15